# Almabiston
Almabiston là một chi bướm đêm thuộc họ Geometridae.

## Các loài
- Almabiston brunneum Djakonov, 1952